# 兄弟救援會
兄弟救援會（西班牙語：Hermanos al Rescate）是一個以美國邁阿密為基地的反古巴反斐代爾·卡斯楚組織，成立於1991年，由一班古巴流亡人士所組成，領導人是荷西·巴蘇爾托，不過組織被古巴視為恐怖組織。救援會成立的目的是協助古巴流亡人士偷渡到美國及支持以非暴力手段改變古巴的政治環境。
1995年5月1日，古巴代表里卡多·阿拉爾孔和美國代表珍妮特·雷諾聯合發表聲明，美國將應用乾濕腳政策，因此救援會無法再協助古巴流亡人士偷渡到美國，救援會的政治影響力大減，為此荷西·巴蘇爾托多次挑釁古巴，以破壞古美關係，最經典的是1996年2月24日，巴蘇爾托率領三架民用飛機塞斯納天空大師從邁阿密出發，非法進入古巴領域，結果其中兩架被古巴空軍米格-29戰鬥機擊落，造成4人死亡。事件發生後，古美關係急速冷凍，間接促使比爾·克林頓於1996年簽署赫爾姆斯-伯頓法案，阻礙兩國關係正常化。